# Jean Sénac (poète)
Pour les articles homonymes, voir Jean Sénac.
Jean Sénac (en arabe : جان سيناك), né le 29 novembre 1926 à Béni-Saf en Oranie (Algérie française) et mort assassiné le 30 août 1973 à Alger (sans que l'affaire ne soit élucidée), est un poète chrétien, socialiste et libertaire algérien.
Il a rejoint dès 1955 la cause de l'indépendance algérienne.

## Biographie

### 1926-1945
Originaire de Catalogne, son grand-père maternel, Juan Comma, est venu en Algérie travailler à la mine de fer de Béni-Saf. Jean Sénac, qui n'a pas connu son père, peut-être gitan, porte le nom de sa mère, Jeanne Comma (1887-1965), jusqu'à l'âge de cinq ans et sa reconnaissance par Edmond Sénac. Il passe son enfance et son adolescence à Saint-Eugène, quartier populaire d'Oran. En 1942, il n'obtient pas le brevet. Reçu l'année suivante, il échoue à l'oral de l'examen d'entrée à l'École normale. Il réalise parallèlement de nombreux dessins et reçoit « plusieurs prix à des concours locaux ». Son premier poème date de février 1941 et sa première publication de novembre 1942. Dès sa jeunesse, il supporte mal le racisme pied-noir à l’égard des « indigènes », lui qui se sent très tôt faire corps avec « [s]a patrie algérienne ».
En août 1943, Sénac fonde avec quelques amis l'association des « Poètes obscurs ». Enseignant en 1943 à l'Institution Jeanne d'Arc de Mascara, il publie de nouveaux poèmes dans la revue marocaine Le Pique-Bœuf, signe en septembre 1944 un acte d'engagement pour la durée de la guerre et est affecté à Beni Mered, près de Blida. Secrétaire de l'aumônier au cercle des militaires catholiques, il lit Baudelaire, Rimbaud et André Gide dont les romans le marqueront. À Alger, il rencontre Edmond Brua et Robert Randau, pères de la littérature « algérianiste », dont l'appui lui sera précieux.

### 1946-1953
Démobilisé en mars 1946, Jean Sénac trouve un emploi comme secrétaire dans une maison de commerce à Belcourt, logeant chez des cousins à Bab El Oued. Il fonde en juin 1946 le Cercle artistique et littéraire Lélian dont il est le président. La même année il fait la connaissance d'Emmanuel Roblès, du sculpteur André Greck, de l'architecte et peintre Jean de Maisonseul, et en 1947 de Sauveur Galliéro, Louis Nallard, Maria Manton, Louis Bénisti sur qui il publie des articles dans « Oran républicain ». Il tombe gravement malade en octobre 1946 (paratyphoïde) puis en 1947 (pleurésie) et est hospitalisé de février à décembre au sanatorium de Rivet (Meftah), à l'est d'Alger. Il y écrit le 16 juin une première lettre à Albert Camus. En mars 1948 il participe aux rencontres culturelles de Sidi Madani, près de Blida, s'y lie avec de nombreux écrivains dont Camus, Jean Cayrol, Mohammed Dib, et quelques mois plus tard Jules Roy.
Sorti en décembre 1948 du sanatorium où il était devenu commis de direction puis sous-économe, Sénac travaille aussitôt comme metteur en ondes à Radio Alger. Il réunit sous le titre Mesure d'homme les poèmes qu'il a écrits en 1946 et 1947. En 1950 un autre recueil, Terre prodigue, devenu Terre possible, doit être publié par Edmond Charlot, qui n'en trouvera pas les moyens financiers. La même année Sénac anime la revue Soleil dont le premier numéro paraît en janvier et qui durera jusqu'en 1952 (numéro 7-8), illustrée par des dessins de Sauveur Galliéro, Orlando Pelayo, Baya, Bachir Yellès, Abdelkader Guermaz, Jean de Maisonseul. Il commence simultanément de fréquenter les milieux nationalistes algérois, appartenant au Parti communiste, au PPA (Messali Hadj) ou à l'UDMA (Ferhat Abbas). Ayant obtenu, tout comme son ami Galliéro, une bourse de la Fondation de Lourmarin Laurent-Vibert, il arrive en France en août 1950, passe par l'Isle-sur-Sorgue pour rencontrer René Char puis monte à Paris, logeant souvent à l'Hôtel du Vieux-Colombier tenu par ses amis les peintres Louis Nallard et Maria Manton que fréquentent de nombreux artistes, et retrouve Camus. Il travaille en 1951 comme surveillant au foyer des apprentis horticoles de Versailles.
De retour à Alger en octobre 1952, il reprend son activité de metteur en ondes à la radio. Réunissant notamment dans son comité de rédaction Mohammed Dib, Sauveur Galliéro, Jean de Maisonseul, Mouloud Mammeri, Albert Memmi et Louis Nallard, il fonde en décembre, avec l'héritage de son oncle Clodion, une nouvelle revue, Terrasses, qui ne connaîtra en juin 1953 qu'un seul numéro. Dans le cadre de la revue, Sénac organise en 1953 quatre expositions, trois de Galliéro et une présentation collective. C'est à cette époque qu'il reprend contact avec les milieux nationalistes du PPA et du MTLD, se liant avec Larbi Ben M'Hidi, Layachi Yaker, Amar Ouzegane, Mohamed Lebjaoui, Mustapha Kateb, Mustapha Bouhired (parent de Djamila Bouhired).

### 1954-1961
En août 1954, Jean Sénac, qui a démissionné de son poste à Radio Alger après une émission sur Mouloud Mammeri dans laquelle il a employé l'expression « patrie algérienne », est de nouveau à Paris où son recueil Poèmes est publié par Gallimard, avec un avant-propos de René Char, dans la collection Espoir dirigée par Albert Camus. Après le 1er novembre, début de la guerre d'indépendance, il rejoint les militants de la Fédération de France du FLN, participe à l'installation de l'imprimerie clandestine d'El Moudjahid chez Subervie, écrit en janvier 1955 son premier poème ouvertement anticolonialiste et publie des textes « engagés » dans les revues qui les acceptent, notamment Esprit. Il organise des rencontres entre Camus et des Algériens qui occuperont des fonctions importantes dans l'Algérie indépendante, Réda Malek, Ahmed Taleb, Layachi Yaker. En août 1956, il rencontre Jacques Miel avec qui il voyage en Italie en 1957 et dont il fera son fils adoptif. Il se lie simultanément avec les peintres Khadda et Benanteur qui illustreront ses recueils. En 1958, il rompt avec Camus. En 1958 et 1959, il passe ses étés en Espagne; il acquiert en 1959 une maison à Châtillon-en-Diois, dans la Drôme, et publie en 1961 le recueil Matinale de mon peuple.

### 1962-1973
Jean Sénac rentre en Algérie en octobre 1962 et trouve un logement dans une partie de villa, aux portes d'Alger : au-dessus de la petite plage de Pointe-Pescade. Nommé conseiller du ministre de l'Éducation nationale, il fait partie du comité chargé de la reconstitution de la bibliothèque de l'université d'Alger brûlée par l'OAS et participe en 1963 à la fondation de l'Union des écrivains algériens dont il sera le secrétaire général jusqu'en 1967 et à la création de la revue « Novembre ». Amar Ouzegane, plus tard ministre, distribue aux députés de l'Assemblée nationale constituante son poème Aux héros purs. En décembre est exposé et déposé à la Bibliothèque nationale d'Algérie son recueil Poésie, illustré de gravures de Benanteur. Sénac rencontre en 1963 Che Guevara de passage en Algérie et écrit le célèbre vers, souvent critiqué, « Tu es belle comme un comité de gestion » en souvenir de leur visite commune d'un débit de boissons, exemple de bonne gestion, proche de sa maison. Pour les « Fêtes du 1er novembre », il prépare et préface anonymement une exposition qui, autour du noyau des peintres qui sont devenus ses proches, opère un rassemblement plus large de 18 artistes.
En 1964 Sénac fonde la Galerie 54 qui existera jusqu'au début 1965. Après une présentation collective en avril de ceux qu'il nomme les « peintres de la Nahda » (Renaissance), il y expose Zérarti, puis Martinez, de Maisonseul, Aksouh et Khadda. Il voyage en URSS en 1966 et y fait la connaissance du poète Evgueni Evtouchenko. À la radio algérienne il anime les émissions Le poète dans la cité (1964-1965) puis Poésie sur tous les fronts (1967-1971) tandis que Gallimard publie Avant-Corps en 1968. L'année suivante, ne pouvant plus payer les arriérés de loyer de son logement de Pointe Pescade, il en est financièrement réduit à s'installer au 2, rue Élisée-Reclus (aujourd'hui rue Omar-Amimour), dans une « cave » formée de deux minuscules pièces. Il fait de nombreuses conférences sur la nouvelle poésie algérienne de langue (« graphie », préfère-t-il dire) française, organise des récitals et publie plusieurs anthologies mais n'en continue pas moins d'accompagner de ses textes les expositions de ses amis peintres, inventant notamment à propos de Benanteur l'expression « Peintres du signe » qui s'imposera pour désigner l'un des courants les plus originaux de la peinture algérienne contemporaine.
Nouvelle étape engagée à partir de la prise du pouvoir en 1965 par Houari Boumédiène, les émissions poétiques de Sénac sont interdites en janvier 1972. Le jugeant menacé, certains de ses amis le pressent de quitter Alger, d'autant plus qu'il est homosexuel. Le « poète qui signait d'un soleil » est assassiné à l'arme blanche dans la nuit du 29 au 30 août 1973. Son corps est découvert, entre deux lits, sur le sol de la cave qu'il habite. Son meurtre demeure non élucidé. Jean Sénac est enterré le 12 septembre au cimetière d'Aïn Benian.
Conformément à son testament, les archives de son œuvre se trouvant à Alger ont été remises à la Bibliothèque nationale d'Algérie. Une autre partie de ses archives est déposée aux Archives de la Ville de Marseille  et depuis janvier 2020 une partie moins importante, concernant essentiellement l'œuvre théâtrale de Sénac, se trouve — à la suite du legs des héritiers de Paul et Edwine Moatti — intégrée au « Fonds Patrimoine méditerranéen » de la bibliothèque universitaire, section Lettres, de l'université Montpellier 3.

## L'œuvre
Même s'il était de nationalité française, c'est l'algérienne qui était revendiquée par Jean Sénac.
Il chante la lutte révolutionnaire en qui il met toute son espérance par sa capacité de créer un monde de beauté et de fraternité, dans une Algérie ouverte à toutes les cultures. Il y associe son propre combat : recherche d'identité profonde, à la fois personnelle et culturelle, et sa lutte pour faire accepter son homosexualité : « Ce pauvre corps aussi/ Veut sa guerre de libération ». Sénac était un grand admirateur de Nerval, de Rimbaud, d'Artaud, de Genet. Il a par exemple publié un intéressant poème sur Rimbaud et ses relations avec son assistant Djami, laissant supposer qu'ils ont eu des amours ancillaires : Le sommeil de Djami.

## Œuvres (sélection)
: source utilisée pour la rédaction de cet article

### Poésie
- Poèmes, avant-propos de René Char, Paris, collection Espoir dirigée par Albert Camus, Gallimard, 1954 ; Arles, Actes-Sud, avec des notes de Jean Sénac et un dessin de couverture de Pierre Gamin, 1986, 142 p. . Repris dans Jean Sénac, Œuvres poétiques, Arles, Actes-Sud, 1999, 832 p.
- Poésie (Diwan du Môle, Les Petites Voix, La Route d'Ombre, avec une présentation de Monique Boucher et 10 eaux-fortes en couleur d'Abdallah Benanteur, Paris, imprimerie Benbernou Madjid, 1959, 92 p.  (tirage limité à 50 exemplaires). Repris dans Jean Sénac, Œuvres poétiques, Arles, Actes-Sud, 1999, 832 p.
- Matinale de mon peuple, suivi de fragments du Diwan de l'État-Major et du Diwan espagnol, avec une préface de Mostefa Lacheraf et 15 dessins d'Abdallah Benanteur, Rodez, Subervie, 1961, 144 p. . Repris dans Jean Sénac, Œuvres poétiques, Arles, Actes-Sud, 1999, 832 p.
- Le Torrent de Baïn, avec une eau-forte en hors-texte de Pierre Omcikous, Die, Éditions Relâche, 1962, 40 p.  (tirage limité à 150 exemplaires). Repris dans Jean Sénac, Œuvres poétiques, Arles, Actes-Sud, 1999, 832 p.
- Aux Héros Purs (Poèmes de l'été 1962), Alger, Édition spéciale pour MM. les députés de l'Assemblée nationale constituante, 1962, 12 p.  (sous la signature de Yahia El Ouahrani). Repris dans Jean Sénac, Œuvres poétiques, Arles, Actes-Sud, 1999, 832 p.
- La Rose et l'ortie, avec une couverture et 10 ardoises gravées de Mohammed Khadda, Paris-Alger, Cahiers du monde intérieur, Rhumbs, 1964, 36 p.  (tirage limité à 200 exemplaires). Repris dans Jean Sénac, Œuvres poétiques, Arles, Actes-Sud, 1999, 832 p.
- Citoyens de beauté, Rodez, Subervie, 1967, 80 p.  ; Charlieu, La Bartavelle éditeur, 1997. Repris dans Jean Sénac, Œuvres poétiques, Arles, Actes-Sud, 1999, 832 p.
- Avant-Corps, précédé de Poèmes iliaques et suivi du Diwan du Noûn, Paris, Gallimard, 1968, 144 p. . Repris dans Jean Sénac, Œuvres poétiques, Arles, Actes-Sud, 1999, 832 p.
- Les Désordres, [poèmes écrits entre 1953 et 1956], dont 44 exemplaires numérotés et ornés d'une gravure de Louis Nallard, Paris, Librairie Saint-Germain-des-Prés, 1972. Repris dans Jean Sénac vivant, Paris, Éditions Saint-Germain-des-Prés, 1981, 280 p.  (BNF 34683587). Repris dans Jean Sénac, Œuvres poétiques, Arles, Actes-Sud, 1999, 832 p.
- A-Corpoème, recueil de poèmes inédits, suivi de Les Désordres, précédé de Jean Sénac, Poète pour habiter son nom, essai de Jean Déjeux, Paris, éditions Saint-Germain-des-Prés, 1981. Repris dans Jean Sénac, Œuvres poétiques, Arles, Actes-Sud, 1999, 832 p. . Repris dans Jean Sénac, Le Soleil sous les armes, suivi de Jean Sénac vivant, préface de Nathalie Quintane, postface de Lamis Saïdi, Terrasses éditions, Marseille, 2020, 276 p. .
- Dérisions et Vertiges, trouvures, préface de Jamel Eddine Bencheikh, couverture d'Abdallah Benanteur, Arles, Actes Sud, 1983, 180 p.   (ISBN 2903098611). Repris dans Jean Sénac, Œuvres poétiques, Arles, Actes-Sud, 1999, 832 p.
- Le Mythe du sperme - Méditerranée, avec une postface de Pierre Rivas, Arles, Actes Sud, 1984, 24 p.   (ISBN 2903098913). Repris dans Jean Sénac, Œuvres poétiques, Arles, Actes-Sud, 1999, 832 p.
- Œuvres poétiques, préface de René de Ceccatty, postface de Hamid Nacer-Khodja, éditions Actes/Sud, 1999 [Rassemble l'ensemble des recueils publiés, soit quinze titres] ; réédition complétée et mise à jour, 2019.
- Pour une terre possible, textes rassemblés[24], annotés, préfacés et accompagnés de jalons biographiques et d'une bibliographie de Hamid Nacer-Khodja, édition établie par Marie Virolle, Paris, Marsa, 1999
- Pour une terre possible, édition[25] établie et présentée par Hamid Nacer-Khodja, Paris, éditions du Seuil, collection Points Poésie, 2013, 318 p.
- L'Enfant fruitier, édition présentée et annotée par Guy Dugas d'après le manuscrit inédit, Alger, éd. El Kalima, série « Petits inédits maghrébins », no 1, 2017  (ISBN 9789931441359)
- Chansons de la Boqqâla, ill. par Baya, éd. présentée par Hamid Nacer-Khodja, Alger, éditions El Kalima, série « Petits inédits maghrébins », no 8, 2019  (ISBN 9789931441496)
- Le Soleil sous les armes, suivi de Jean Sénac vivant, préface de Nathalie Quintane, postface de Lamis Saïdi, Terrasses éditions, Marseille, 2020, 276 p.  (L'ouvrage regroupe Le Soleil sous les armes (Subervie, 1957) et une partie de Jean Sénac vivant (éditions Saint-Germain-des-Prés, 1981) dont le recueil de Sénac A-Corpoème)

### Récit
- Ébauche du père, avant-propos de Rabah Belamri, Paris, Gallimard, 1989  (ISBN 2070714128)  ; Bosquejo del padre : para acabar con la infancia, traduction en catalan de Fernando García Burillo, Guadarrama, Ediciones del Oriente y del Mediterráneo, 1995
- New-Oran, Hétérographe n° 8, automne 2012, p. 32-40
- Suite oranaise, présentée par Kaï Krienke. Alger, El Kalima, coll. PIM n° 20-21, 2023  (ISBN 9789931441748)

### Essais
- Le Soleil sous les armes, Éléments d'une poésie de la Résistance algérienne, Rodez, Subervie, 1957, 60 p. . Repris dans Jean Sénac, Le Soleil sous les armes, suivi de Jean Sénac vivant, préface de Nathalie Quintane, postface de Lamis Saïdi, Terrasses éditions, Marseille, 2020, 276 p.
- Anthologie de la nouvelle poésie algérienne, essai et choix de Jean Sénac (Youcef Sebti, Abdelhamid Laghouati, Rachid Bey, Djamal Imaziten, Boualem Abdoun, Djamal Kharchi, Hamid Skif, Ahmed Benkamla et Hamid Nacer-Khodja), avec un graphisme de Mustapha Akmoun, Paris, Poésie 1, no 14, Librairie Saint-Germain-des-Prés, 1971, 130 p.
- Poésie de Sour El Ghozlane, texte ronéoté et, en hors-texte, le fac-similé du manuscrit de Jean-Sénac, avec un dessin de couverture de Denis Martinez, Sour-El-Ghozlane, L'Orycte, 1981, 18 p.
- Journal (janvier-juillet 1954), suivi de Les Leçons d'Edgar, Pézenas, Le Haut-Quartier, collection Méditerranée vivante, Edmond Charlot éditeur, 1983, 120 p.  (tirage limité à 550 exemplaires)  (ISBN 290482300X) ; Saint-Denis, Novelté, avec une préface de Jean Pélégri, 1996, 144 p. . Les Leçons d'Edgar est repris dans Jean Sénac, Œuvres poétiques, Actes-Sud, 1999, Arles, 832 p.
- Visages d'Algérie, Écrits sur l'art, textes rassemblés par Hamid Nacer-Khodja, préface de Guy Dugas, [textes notamment sur Mohamed Aksouh, Abdallah Benanteur, Baya, Sauveur Galliéro, Mohammed Khadda, Jean de Maisonseul, Maria Manton, Denis Martinez, Louis Nallard, Louis Bénisti], Paris, Paris-Méditerranée/Alger, EDIF 2000, 2002  (ISBN 2-84272-156-X)
- Un cri que le soleil dévore. Carnets, notes et réflexions. Edition préfacée et établie par Guy Dugas. paris/Alger, Le Seuil/ El Kalima, 2023  (ISBN 9782021539486).

### Correspondance
- Avec Jamel Eddine Bencheikh :
  - Jamel-Eddine Bencheikh et Christiane Chaulet Achour, Jean Sénac : clandestin des deux rives, Paris, Éditions Séguier, 1999, p. 109-140  (ISBN 2-84049-148-6)
- Avec Albert Camus :
  - Hamid Nacer-Khodja, Albert Camus, Jean Sénac, ou le fils rebelle, préface de Guy Dugas, Paris, Éditions Paris-Méditerranée, et Alger, EDIF 2000, 2004, p. 123-166  (ISBN 284272206X)
- Avec Jean Pélégri :
  - Dominique Le Boucher, Les Deux Jean. Jean Sénac, l'homme soleil, Jean Pélégri, l'homme caillou (correspondance 1962-1973, poèmes inédits), Montpellier, Chèvre-feuille étoilée, et Alger, Barzakh, 2002  (ISBN 2914467052)

### Anthologies
- Anthologie de la littérature algérienne (1950-1987), introduction, choix, notices et commentaires de Charles Bonn, Le Livre de Poche, Paris, 1990  (ISBN 2-253-05309-0)
- Des Chèvres noires dans un champ de neige ? 30 poètes et 4 peintres algériens, Bacchanales no 32, Saint-Martin-d'Hères, Maison de la poésie Rhône-Alpes - Paris, Marsa éditions, 2003 ; Des chèvres noires dans un champ de neige ? (Anthologie de la poésie algérienne contemporaine), édition enrichie, Bacchanales, no 52, Saint-Martin-d'Hères, Maison de la poésie Rhône-Alpes, 2014
- Ali El Hadj Tahar, Encyclopédie de la poésie algérienne de langue française, 1930-2008 (en deux tomes), Alger, Éditions Dalimen, 2009, 956 pages  (ISBN 978-9961-759-79-0)
- Une anthologie des poésies arabes, images de Rachid Koraïchi, (poèmes choisis par Farouk Mardam-Bey  et Waciny Laredj, calligraphies d'Abdallah Akkar et Ghani Alani), Paris, Éditions Thierry Magnier, 2014 [poème: Chant funèbre pour un gaouri]  (ISBN 978-2-36474-536-0)

### Filmographie
- Ali Akika, Jean Sénac, le forgeron du soleil, 58 min, Paris, Productions La Lanterne, 2003
- Abdelkrim Bahloul, Le Soleil assassiné, 85 min, coproduction Franco-Belge, Pierre Grise Productions, 2004
- Eric Sarner, Sénac, Jean. Algérien, poète, 52 min, Production Zeugma Films - Groupe Galactica - BIP TV dans le cadre de la coll. « À contretemps », 2011